# Медведево (Ржевский район)
Медве́дево — деревня (бывшее село) в Ржевском районе Тверской области. Центр сельского поселения «Медведево». Находится в 12 км к юго-западу от Ржева.

## История
В 1796 году в селе была построена каменная Спасская церковь с 3 престолами, метрические книги с 1780 года. 
Во второй половине XIX века село Медведево центр прихода в Толстиковской волости Ржевского уезда Тверской губернии.
В 1929 в селе была создана сельскохозяйственная артель «Великий путь».

361-й дивизии было приказано наступать в направлении Лигостаево, Медведево, Захарово и к исходу 12 января 1942 года во взаимодействии с 381-й дивизией овладеть юго-восточной частью Ржева.— Василевский А. А. 21-я гвардейская. — Уфа: Китап, 1995. — 300 с. — 2500 экз. — ISBN 5-295-01494-0.
В селе находится братская могила советских воинов, павших в боях в районе села в 1942-43 гг. (похоронено 142 человек).
С 1967 в селе находится центральная усадьба колхоза имени Жегунова.
В 1977 в был открыт памятник — бюст К. Г. Жегунову (делегат III-го съезда). Деревня Алешево (4 км от села) — родина Героя Социалистического Труда, звеньевого колхоза им. Жегунова В. Н. Волкова. Население по переписи 1989 года — 138 человек.

## Население
| 1859 | 1883 | 1989 | 2002 | 2010 |
| ---- | ---- | ---- | ---- | ---- |
| 152  | ↘117 | ↗138 | ↗334 | ↘321 |

## Инфраструктура
- Администрация сельского поселения.
- МОУ Медведевская основная общеобразовательная школа  (закрыта в 2019 году)
- Фельдшерско-акушерский пункт
- Отделение почтовой связи